# Mapudungun del obispado de Santiago
El mapudungun del obispado de Santiago es un dialecto extinto de la lengua mapuche que fue hablado en el obispado de Santiago (Chile) durante el periodo colonial.
Algunas de sus características fueron descritas por primera vez por el misionero jesuita Luis de Valdivia en su obra Arte y gramatica general de la lengua que corre en todo el Reyno de Chile (1606). En esta obra se indica que el mapudungún es hablado «desde la ciudad de Coquimbo, y sus términos, hasta la isla de Chiloé, y más adelante», distinguiéndose entre el mapudungún hablado en el obispado de Santiago, ubicado en aquella época entre Copiapó y el río Maule, y el hablado en el obispado de la Imperial, ubicado entre el río Maule y Chiloé, variante que él llama "beliche".
Por su parte, Andrés Febrés, también misionero de la Compañía de Jesús, mencionó asimismo algunos de los rasgos de este dialecto en su trabajo Arte y gramatica de la lengua general del Reyno de Chile (1765).

## Características
Si bien Valdivia menciona que "los preceptos y reglas deʃta Arte ʃon generales para todas las Provincias", existen algunas diferencias que pueden destacarse en el mapudungún septentrional:
- Posposición de la partícula yüka para pluralizar entes inanimados. Ej: Ruka yüka, "casas".

«Cerca de las particulas de Plu. (pu) (q̃ ſiẽpre ſe antepone) y yūca (que ſiempre ſe poſpone, y ſe vſa en ſolo el Obiſpado de Sanc͡tiago) he aduertido que (pu) lo aplican a perſonas como (pu che) los hombres (pu domo) las mugeres (pu huẽt̄u) los varones (pu votm) los hijos. Pero el (yūca) lo aplican a coſas irracionales, o inanimadas, como (ruca yūca) las caʃas (cūdu yūca) veﬆidos»

- Falta de uso del sufijo ke en los adjetivos para "expresar pluralidad".
- Uso de la posposición mo, frente al mew del mapudungún meridional registrado por Valdivia.
- Uso del pronombre demostrativo machi en lugar de fachi para indicar cercanía. Ej: Machi antū, "este sol", versus vachi antū del mapudungún meridional.
- Un menor uso de la partícula ta en los pronombres.
- Uso de la partícula po en el modo indicativo. Ej: ipon "comí", versus in "comí" del mapudungún meridional.
- Uso del sufijo che "por adorno" en el modo indicativo de primera persona. Ej: iponche "comí".
- Uso del sufijo llew en lugar de le para formar verbos estativos. Ej: umaūtulleun, "estar durmiendo" en lugar de umaūtulen.
- Uso del sufijo lu en lugar de y para el modo indicativo de tercera persona. Ej: mlleulu, "está" en lugar de mley, "está" del mapudungún meridional.

## Ejemplo
El Ave María

Dios te ʃalue Maria, llena de gracia

El ʃeñor es contigo.

Bendic͡ta tu en las mugeres,

y bendito el fruc͡to de tu viẽtre IESUS,

Sanc͡ta Maria Virgen madre de Dios

ruega por noʃotros peccadores

aora, y en la hora de nueﬆra muerte: Amen.

Obispado de Santiago

Vfchipoeimi Maria, Dios ñi gracia mo, opulleulumi,

Señor Dios eimi eḡu mlleulu.

Ñūḡ pu domo mo cot̄uḡeimi:

Mi pūta mo huūf hueluchi IHS, no cot̄u cay.

A Sanc͡ta Maria Virgẽ Dios ñi ñuque,

inchiñ huerilcavoe che ḡen vfchindḡunmamoiñ ta Dios,

ado la duamlijñ cay. Amen.

Obispado de la Imperial

Vfchiaeymi Maria Dios ñi gracia mew opuleymi:

Señor Dios eymi eḡu ta mley:

Villchi pu domo meu nochi cūmeymi

tami pue meu lleūluchi IHS no chi cūmey cay.

A Sanc͡ta Maria Virgen Dios tañi ñuque,

inchiñ huerilcavoe che ḡen ufchindḡunmamoiñ ta Dios

veula epe lalijñ cay. Amen.